# 장익 (삼국지)
장익(張翼, ? ~ 264년) 중국 후한 말 ~ 삼국시대 촉한의 장수로, 자는 백공(伯恭)이며 건위군 무양현 사람이다.

## 생애
고조부는 사공 장호며, 증조부는 광릉 태수 장강이니 모두 명망과 공적이 있었다.
214년 유비(劉備)가 익주(益州)를 평정하고 익주목(益州牧)이 되었을 때 서좌(書佐)에 임명되었다. 건안 말년에 효렴(孝廉)으로 천거되었고 강양현장(江陽縣長)이 되었으며, 부릉현령으로 옮겼다. 이어 재동태수(梓潼太守)로 승진했다가 여러 번 승진하여 광한(廣漢)ㆍ촉군태수(蜀郡太守)가 되었다.
건흥 9년(231년) 내강도독ㆍ수남중랑장이 되었는데, 장익은 선천적으로 법률을 엄격하게 집행하여 습속이 다른 민족의 환심을 살 수 없었다. 그리하여 이민족의 괴수 유주가 반란을 일으키자, 장익은 병사들과 함께 이를 토벌하러 갔다. 그러나 이를 토벌하지 못하고, 마침 부름을 받아 돌아가야만 했다. 그의 부하들은 모두 즉시 말을 달려 가서 사죄해야 한다고 생각했으나 장익은 이렇게 말했다.
| “ | 이렇게 할 수 없습니다, 나는 만족이 소란을 피워 토벌하러 왔다가 임무를 다하지 못하여 돌아갈 뿐, 나를 대신할 사람이 아직 오지 않았습니다. 나는 전쟁터에서 식량 수송과 곡물을 축적하여 적을 치기 위한 물자를 만들어야 합니다. 어찌 쫓겨난다는 이유로 공적인 임무를 버리겠습니까? | ” |

그리고 장익은 군대를 통솔하는 데 게으름이 없었으며, 후임자인 마충(馬忠)이 도착하자 곧 출발했다. 마충은 장익이 세운 토대에 의지하여 유주를 소멸시켰으며, 승상 제갈량(諸葛亮)은 장익을 칭찬했다.
제갈량은 무공에서 출병할 때, 장익을 전군도독으로 삼고 부풍 태수를 겸임하도록 하였다.
234년 제갈량이 죽은 후, 전령군에 임명됐고, 유주를 토벌한 공로로 관내후의 작위를 수여받았다.
연희 원년(238년)에 중앙으로 들어가 상서가 되었고, 계속 승진하여 독건위ㆍ가절ㆍ정서대장군(征西大將軍)까지 올랐으며, 도정후에 봉해졌다.
연희 18년(256년)에 위장군 강유(姜維)와 함께 성도로 돌아왔다. 강유가 다시 출병할 것을 제의했을 때, 오직 장익만이 조정에서 논쟁을 하여, 국가가 작고 백성들은 피곤하므로 병력을 남용하는 것은 마땅치 않다고 주장했다. 그러나 강유는 듣지 않고 계속 장익을 데리고 출진하여, 진남대장군(鎭南大將軍)으로 승진시켰다. 강유는 적도에 도착하여 위나라의 옹주자사 왕경(王經)을 크게 격파시켰다. 왕경의 병사 가운데 조수에서 죽은 자는 헤아릴 수 없을 만큼 많았다. 장익이 말했다.
| “ | 전쟁을 그칠 만합니다, 다시 전진하는 것은 옳지 못합니다. 나아가면 아마 지금 세운 공도 훼손하게 될 것입니다. | ” |

강유는 노여워하였으나 장익은 " 뱀을 그리면서 발을 더하는 것이다 " 라며 주의를 주었다.
강유는 끝내 적도에서 왕경을 포위했으나, 장익의 말대로 성을 함락시킬 수는 없었다. 장익이 강유에게 이론을 제기한 이래로, 강유의 마음은 장익과 조화를 이루지는 못했지만, 강유는 항상 그를 데리고 함께 행동했다. 또한 장익도 부득이 따라갔다.
경요 2년(259년)에 좌거기장군(左車騎將軍)으로 승진했고, 기주자사를 겸임했다.
경요 6년(263년)에 강유와 함께 검각에 주둔하다가 일동 부현에 있던 종회(鍾會)에게 항복했다.
다음해 정월, 종회를 따라 성도로 갔다가 난리를 일으킨 병사들에게 살해당했다.

## 《삼국지연의》 속 장익
유장(劉璋)의 막료로 있었다가 유비를 섬긴다.
유비가 촉에 입성할 때, 유괴(劉璝)의 부하로서 유비군과 선전했지만 패색이 짙어지자 유괴를 죽이고 항복하는 것으로 설정되어 있다.
그 후로 조조(曹操)와의 한중 공방전, 이릉 대전, 남정, 북벌 등에 참가했으며 제갈량 사후에는 그 후계자인 강유와 검각에서 종회에게 항복할 때까지 싸운다.
촉이 멸망한 이듬해인 264년, 강유와 종회가 위에 모반했을 때의 혼란에 말려들어 사망하는 것은 정사와 비슷하다.

## 같이 보기
- 삼국지 인물 목록